# Finale (Pollina)
Finale è una frazione del comune di Pollina, sito nella provincia di Palermo. Sorge nel luogo in cui nel '700 i Ventimiglia edificarono, come sbocco commerciale marittimo del Marchesato, la “villa” da cui si originò la località. Finale è il principale centro abitato del Comune di Pollina, dove risiede più di due terzi della popolazione.

## Geografia fisica
Il Territorio di Finale abbraccia tutto il fronte costiero del Comune di Pollina, comprendendo il nucleo abitato di Costa Turchina, l'omonima spiaggia, nonché le spiagge Torre Conca e Santa Maria.
Da piccola stazione di passaggio, abitata da poche centinaia di persone, Finale ha avuto la principale crescita demografica tra gli anni '70 e '90, prevalentemente associata ai flussi migratori dai centri abitati vicini. Il centro abitato, quindi, presenta un assetto urbano pianeggiante di nuova edificazione.
La popolazione è costituita da un nucleo originario, attorno al quale si sono insediate famiglie immigrate da Pollina e da San Mauro Castelverde e da altri comuni delle Madonie e dei Nebrodi per sfuggire ai rigori invernali e poter raggiungere più facilmente i luoghi di lavoro. Questo fenomeno se da una parte è da considerare come risorsa e arricchimento del tessuto culturale, dall'altro crea una certa difficoltà a definire un'identità comunitaria che permetta il superamento delle eterogeneità.
Durante il boom demografico degli anni 70/80 l'amministrazione comunale di Pollina ha usato la consuetudine di denominare la frazione "Finale di Pollina" al fine di vincolare al nome Pollina la fama della crescente località marittima, pertanto la località è conosciuta anche con questo nome, seppur improprio, in particolar modo nella provincia di Palermo.
Oggi Finale conta poco più di duemila abitanti; questo numero, però, aumenta considerevolmente durante la stagione estiva: molti villeggianti, infatti, vi si stabiliscono per via della singolare posizione geografica che consente di fruire contemporaneamente del mare e della montagna.

## Religiosità

### Il culto di Maria SS. della Lettera
Il culto della Madonna della Lettera arrivò a Finale tramite il casato dei Ventimiglia, marchesi di Geraci, proprietari feudali delle Madonie, comprendente anche il feudo di Finale. La borgata, residenza estiva della nobile famiglia, comprendeva una torre spagnola a picco sul mare, appositamente scelta dai marchesi come abitazione di sicurezza, mentre i cortigiani al seguito alloggiavano in una maestosa villa con ampia foresteria e grandi depositi di derrate alimentari. Antecedente al culto della Madonna della Lettera, i Ventimiglia veneravano il mistero dell'Ascensione. La ricorrenza era molto sentita nella piccolissima comunità che contava allora poco più di 50 abitanti. 
La parentela collaterale con la famiglia Moncada di Messina, portò a Finale un originale riproduzione di un quadro dell'1800, di gusto bizantino, raffigurante una Madonna con in braccio il Bambino Gesù, reggente il mondo. Nella corona della Madonna era inciso "Regina Coeli Laetare Alleluya".
La solenne celebrazione veniva celebrata nella cappella di famiglia dei marchesi, tuttora esistente, in posizione antistante la torre di guardia.
Nella seconda domenica d'agosto ricade la festa annuale dedicata alla Madonna della Lettera.

### La parrocchia
La parrocchia di Finale, intitolata a Maria SS. della lettera, venne istituita nel 1963 da Emiliano Cagnoni che contestualmente nominò parroco padre Epifanio Solaro. Già da allora era evidente la necessità di costruire una nuova chiesa, che sostituisse la cappella dei Ventimiglia, oramai di proporzioni troppo piccole per soddisfare le necessità della crescente comunità. La nuova chiesa venne inaugurata nel 1988 mentre l'antica cappella fu sottoposta ad un lungo periodo di restauro, per poi essere riaperta in tempi recenti.

## Monumenti e luoghi d'interesse
- La Torre del Marchese è il monumento per eccellenza che caratterizza Finale.
- Il cortile della "Villa" dei Ventimiglia, in prossimità del lungomare Marco Polo.
- La foce del Fiume Pollina è un sito di interesse comunitario (area SIC) per la biodiversità.
- La cinquecento opera dell'artista Gabriele Picco in un punto panoramico sulla Strada provinciale 25 che collega Pollina a Finale.
- A metà tra Pollina e Finale c'è la località Serra Daino, area protetta dal Parco delle Madonie.
- Nelle vicinanze è possibile visitare le cosiddette gole del Tiberio scavate dal fiume Pollina, a 70 m sul livello del mare, dal paesaggio davvero suggestivo e dal grande interesse naturalistico; sono state riconosciute dall'UNESCO come uno dei siti Geoparks Network.
- Inoltre, nel periodo estivo, le spiagge come quella de la "Torre Conca" (detta anche spiaggia Valtur), "Costa Turchina" e "Santa Maria" sono molto visitate.

## Economia

### Turismo

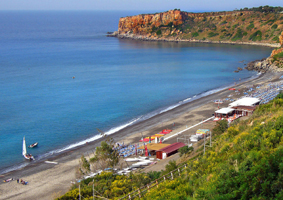
Spiaggia del Villaggio Valtur a Finale.

Lo sviluppo turistico della zona cominciò negli anni '70 del Novecento, quando fu costruito il Villaggio con animazione Valtur.
Finale è l'ultimo centro abitato della Provincia di Palermo, in direzione di Messina. Offre un mare molto pulito anche perché lontano da tutti i centri abitati. Prima di raggiungere Finale sulla Strada statale 113 Settentrionale Sicula, di fronte un ampio parcheggio, una ripida stradina conduce ad una splendida spiaggia in contrada Rais Gerbi. Superando l'abitato, alla foce del fiume Pollina, si trova la spiaggia di ciottoli Costa Turchina, ultimo lembo della provincia palermitana

## Trasporti e vie di comunicazione

### Strade ed Autostrade
Finale è attraversato dalla  Settentrionale Sicula che collega Messina al capoluogo di regione.
In prossimità di Finale ha inizio la  di Castelbuono che collega Finale a Castelbuono e all'entroterra Madonita.
L'autostrada più vicina è la A20 Palermo-Messina, è accessibile tramite lo svincolo Pollina-Castelbuono che dista dal centro abitato 7 km in direzione Palermo e dallo vincolo Tusa che dista 6,7 km in direzione Messina.
La  è il principale collegamento con Pollina.
La  collega Finale a San Mauro Castelverde e all'entroterra Madonita.

### Linee Ferroviarie
Finale è servito da Trenitalia attraverso la stazione di Pollina-San Mauro Castelverde nella linea ferroviaria Dorsale Tirrenica.
| Controllo di autorità | VIAF (EN) 131144648504283611021 · BNF (FR) cb12181150b (data) |